# Продивус Володимир Степанович
Володимир Степанович Продивус (нар. 8 грудня 1962, Шахан, Карагандинська область, Казахстан) — радянський боксер; український підприємець і спортивний функціонер. Колишній президент Федерації боксу України (з 2008 по червень 2022 і з травня 2024до жовтня 2024), почесний президент футбольного клубу «Нива» (Вінниця). Народний депутат України 7-го скликання.
У 1988 році розпочав комерційну кар'єру, ставши комерційним директором у виробничій організації «Буковина». В українських ЗМІ неодноразово називався відомим кримінальним авторитетом. Також журналістські розслідування пов'язують його з «бурштиновою мафією».
Один зі 148 депутатів Верховної Ради України 7-го скликання, які підписали звернення до Сейму Республіки Польща з проханням визнати геноцидом поляків події Волинської трагедії 1942—1944 років. Голосував за Диктаторські закони 16 січня 2014 року.

## Життєпис
Народився в родині шахтаря. У 1963 році сім'я Продивусів переїхала до України в містечко Новий Буг Миколаївської області, а згодом — на Вінниччину. З 1977 року проживає у Вінниці, почав займатися боксом.
Рано залишився без батька. Разом з братом стали годувальниками сім'ї, заробляли гроші на ліки та лікування мами — інваліда першої групи. Після автомобільної аварії мама не вставала з ліжка. Володимир піклувався про неї до останніх днів.
Записався до секції боксу, став чемпіоном області. Дворазовий чемпіон України, переможець Спартакіади України, 5 разів брав участь у чемпіонатах СРСР, виборов «бронзу» на Кубку Радянського Союзу і був серед кандидатів до збірної СРСР з боксу.
У 1986 році закінчив факультет фізичного виховання Вінницького державного педагогічного університету імені Михайла Коцюбинського. Пізніше — Тернопільську академію народного господарства за спеціальністю «фінанси», Міжрегіональну академію управління персоналом (присвоєно кваліфікацію «магістр психології») та Українську академію державного управління при Президентові України (присвоєно кваліфікацію «магістр державного управління»).
Кандидат наук з державного управління (2016).
Кар'єру розпочав як тренер із боксу у одній із шкіл Вінниці. Служив у Радянській Армії з 1986 до 1988 року.
У 1988 році став комерційним директором у виробничій організації «Буковина», де пропрацював три роки.
Пов'язаний із кримінальними угрупуваннями наприкінці 1980-х — на початку 1990-х років, про що писали різні ЗМІ. Прізвище Продивуса фігурує у книжці Миколи Мельниченка, який відомий касетним скандалом.
Працював на керівних посадах кількох компаній, більшість з яких сьогодні складає кістяк бізнес-групи «Прем'єр-фінанс». Також став акціонером найбільшої в Україні мостобудівної компанії «Мостобуд» і був обраний головою наглядової ради цього акціонерного товариства. Компанії довіряли будівництво найвідповідальніших стратегічних об'єктів, серед яких масштабні позакласні мостові споруди в Запоріжжі, Подільсько-Воскресенський мостовий перехід у Києві, реконструкція мосту Патона у Києві.
У 2002 році балотувався до Верховної Ради України як самовисуванець у виборчому окрузі № 11, Вінницька область. В окрузі посів 2-е місце, набравши 17 % голосів (переміг Віктор Антемюк, 28 %).
Голова Ради директорів корпорації «Прем'єр-Фінанс», що об'єднує 30 підприємств Вінницької області з харчової та переробної галузі промисловості, торгівлі та побутового обслуговування, фармації та юриспруденції. До складу корпорації входять такі підприємства як ВАТ «Вінницямолоко», ВАТ «Муровано-Куриловецький завод мінеральної води „Регіна“», ВАТ «Вендичанський комбінат хлібопродуктів», ЗАТ «Вінницький універмаг», ВАТ «Вінницяфармація», ЗАТ «Акцент» оптовий ринок «Привокзальний», готельний комплекс «Південний Буг» та інші підприємства Вінниччини.
У 2024 році Володимир Продивус через підставних осіб придбав на аукціоні Білгород-Дністровський морський торговельний порт в Одеській області.

## Спортивний функціонер
З 1992 по 2004 Володимир Продивус був президентом боксерського клубу «Акцент» (Вінниця).
Був головою Вінницької обласної федерації футболу, з липня 2004 почесним президентом ФК «Нива».
Перебував у керівництві Федерації боксу України з 2005 р. З 2008 до червня 2022 року був її президентом.
З 2012 по 2014 — член виконавчого комітету Міжнародної федерації аматорського боксу (AIBA).
Восени 2020 року висловив підтримку генеральному секретарю Федерації боксу Росії Умару Кремльову на виборах президента Міжнародної федерації аматорського боксу (AIBA) Він також написав лист-звернення, у якому закликав представника Росії балотуватися на пост президента AIBA. У цьому листі він називав Кремльова «другом» та «найкращим кандидатом».
З 2022 р. є віце-президентом AIBA, яка визнавала його президентом ФБУ.
13 травня 2024 тимчасово повернувся на посаду президента ФБУ, проте остаточно програв суд проти ФБУ, і втратив посаду з 23 жовтня 2024, коли набрала законної сили постанова Верховного Суду.

### Критика
Наступний президент Федерації боксу України Кирило Шевченко звинуватив Продивуса у масштабних розкраданнях:
|                    | Все державне фінансування проходило через минулого президента Федерації боксу Володимира Продивуса. Весь бюджет вони, як і до цього, багато років розкрадали … У 2021 році він підробив результати виборів у Федерації боксу України та намагався втримати крісло президента. Останній раз це відбувалося з явними порушеннями … За правилами мало голосувати хоча б 17 федерацій із 27, 12 федерацій одразу написали йому протест, але він все одно провів вибори президента за зачиненими дверима у своєму офісі в «Мостобуді». Потім підробили підписи та оголосили, що Продивус став президентом … Володимир Продивус у перший день війни, тобто в день повномасштабного вторгнення, поїхав із країни … А головне — розповідає всім, що він президент Федерації України. Він це робить, щоб «відмивати» гроші. У них там спонсор «Газпром». Наприклад, виділяють 20 мільйонів доларів на бокс, вони вкладають 5 млн, а всі інші забирають собі. |
| — Кирило Шевченко, | |

Головний тренер любительської збірної України з боксу Дмитро Сосновський звинуватив Продивуса у розвалі українського боксу.

## Політична діяльність
Один зі 148 депутатів Верховної Ради України, які підписали звернення до Сейму Республіки Польща з проханням визнати геноцидом поляків події Волинської трагедії 1942—1944 років. Цей вчинок народних депутатів України Леонід Кравчук кваліфікував як національну зраду.
Голосував за Диктаторські закони 16 січня 2014 року.

## Нагороди
- Орден «За заслуги» II ст. (15 серпня 2012) — за значний особистий внесок у розвиток олімпійського руху, підготовку спортсменів міжнародного класу, забезпечення високих спортивних результатів національної збірної команди України на XXX літніх Олімпійських іграх у Лондоні[28]
- Орден «За заслуги» III ст. (12 жовтня 2011) — за вагомий особистий внесок у розвиток вітчизняного спорту, досягнення високих результатів, зміцнення міжнародного авторитету України[29][30]
- Заслужений будівельник України
- орден «За розбудову України» імені Михайла Грушевського IV ступеня, Хрест пошани «За відродження України» II ступеня, орденський знак «Слава на вірність Вітчизні» II ступеня, орден Святого Рівноапостольного князя Володимира III ступеня РПЦвУ.